# Brzezówka (Ropczyce-Sędziszów)
Pour les articles homonymes, voir Brzezówka.
Brzezówka est une localité polonaise de la gmina de Ropczyce, située dans le powiat de Ropczyce-Sędziszów en voïvodie des Basses-Carpates.